# Gauge
Gauge (ur. 24 lipca 1980 w Hot Springs) – amerykańska aktorka pornograficzna.

## Życiorys
Urodziła się w Hot Springs w stanie Arkansas. 24 lipca 1998, na swoje osiemnaste urodziny gościła w programie Howarda Sterna.
Zaczęła pracować w przemyśle filmów dla dorosłych w wieku dziewiętnastu lat. Jej pierwszy oficjalny film to More Dirty Debutantes #129 (1999) z Edem Powersem. Potem występowała m.in. z Brianem Surewoodem w produkcjach: Kung-fu Girls 4 (2002), Cum Catchers 1 (2002), Pussy Whipped 2 (2003) i Finally Legal 9 (2003).
8 maja 2006 gościła w programie Oprah Winfrey. Pojawiła się także w komedii Wiadomości bez cenzury (The Onion Movie, 2008) u boku Stevena Seagala, Abigail Mavity i Daniela Dae Kima.
W 2000 związała się z aktorem porno Mojo. Ich związek zakończył się w listopadzie 2001, nawet po tym, jak jej się oświadczył. Nadal występowali razem w filmach dla dorosłych, ale tylko profesjonalnie. 14 maja 2006 wyszła za mąż za Jasona.

## Nagrody
| Rok  | Nagroda                           | Kategoria                                                       | Film                   | Inni wykonawcy             |
| ---- | --------------------------------- | --------------------------------------------------------------- | ---------------------- | -------------------------- |
| 2003 | XRCO Award                        | Najlepsza scena seksu triolizmu (dziewczyna/dziewczyna/chłopak) | Trained Teens 1 (2002) | Aurora Snow i Jules Jordan |
| 2005 | KSEXradio Listener’s Choice Award | Ulubiona gwiazda porno wg redakcji                              | –                      | –                          |